# デンマーク国鉄
デンマーク国鉄（Danske Statsbaner (発音 [ˈtænskə ˈstɛˀtsˌpɛːnɐ]), Danish State Railways、以下DSB）は、デンマークの国有鉄道。国内旅客輸送の大半を担っている。北欧の鉄道事業者の中では事業規模が最大である。
優等列車、普通列車路線である Regionaltog (Regional trains) 、コペンハーゲン首都圏近郊路線であるS-Togなどを運行している。
原則として列車には自転車用切符を別途購入するとドア近くのスペースに自転車を持ち込める。

## 歴史
初期のデンマークの鉄道は私企業によって建設された。デンマーク政府は1867年から鉄道の国有化を進め、1885年にDe jysk-fynske鉄道とDe sjællandske鉄道を統合させデンマーク国鉄De danske Statsbaner (DSB)が設立された。

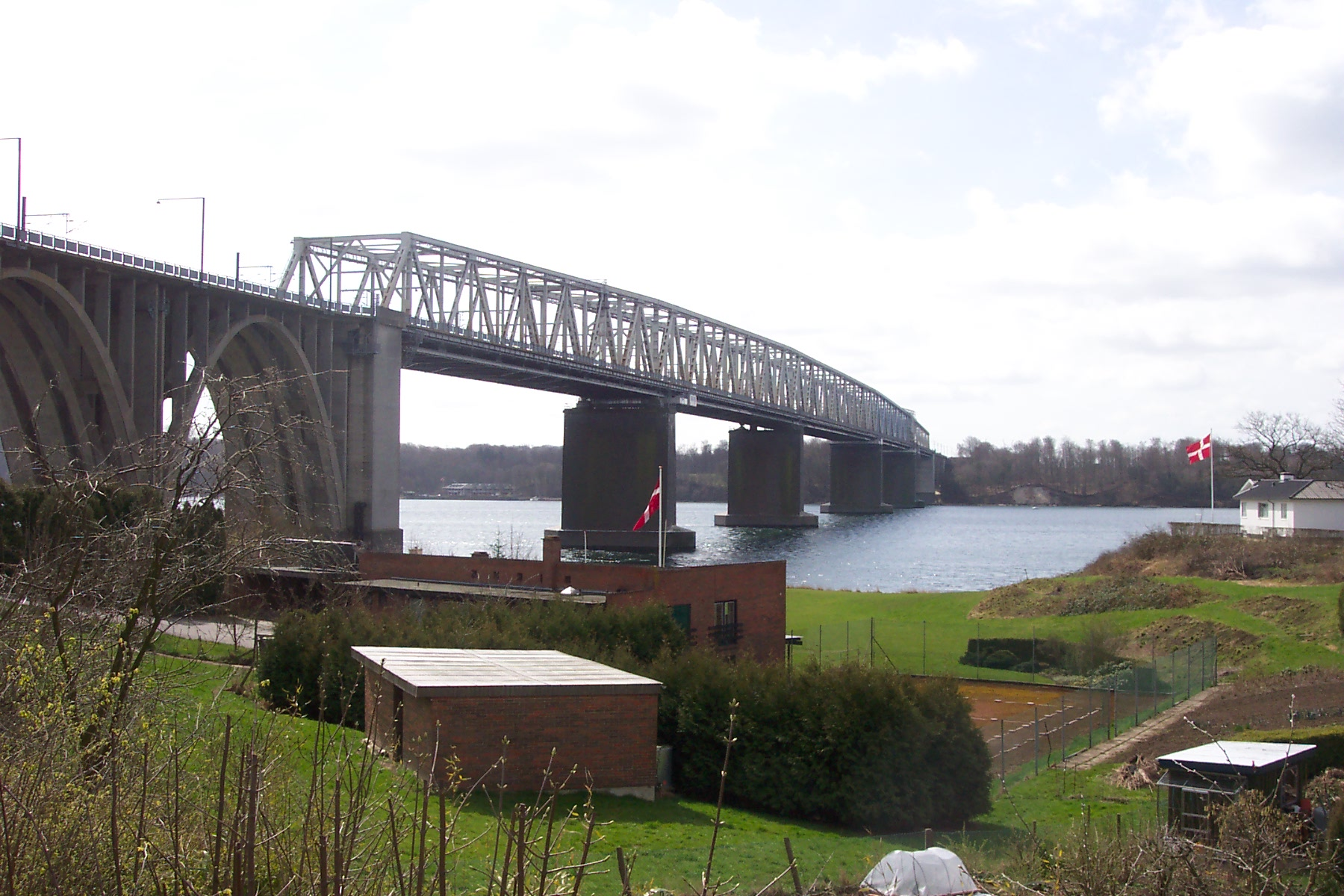
最初のLittle Belt橋は1935年に開通した

1930年代には近代化と発展が図られた。小ベルト橋をはじめとする鉄道橋が建設された。コペンハーゲン周辺の路線は直流1500Vで電化され、S-Togが運行されるようになった。リュントー(lyntog) として知られる特急列車が導入され、時速120kmの速度と快適さを備えたディーゼルカーが使用された。

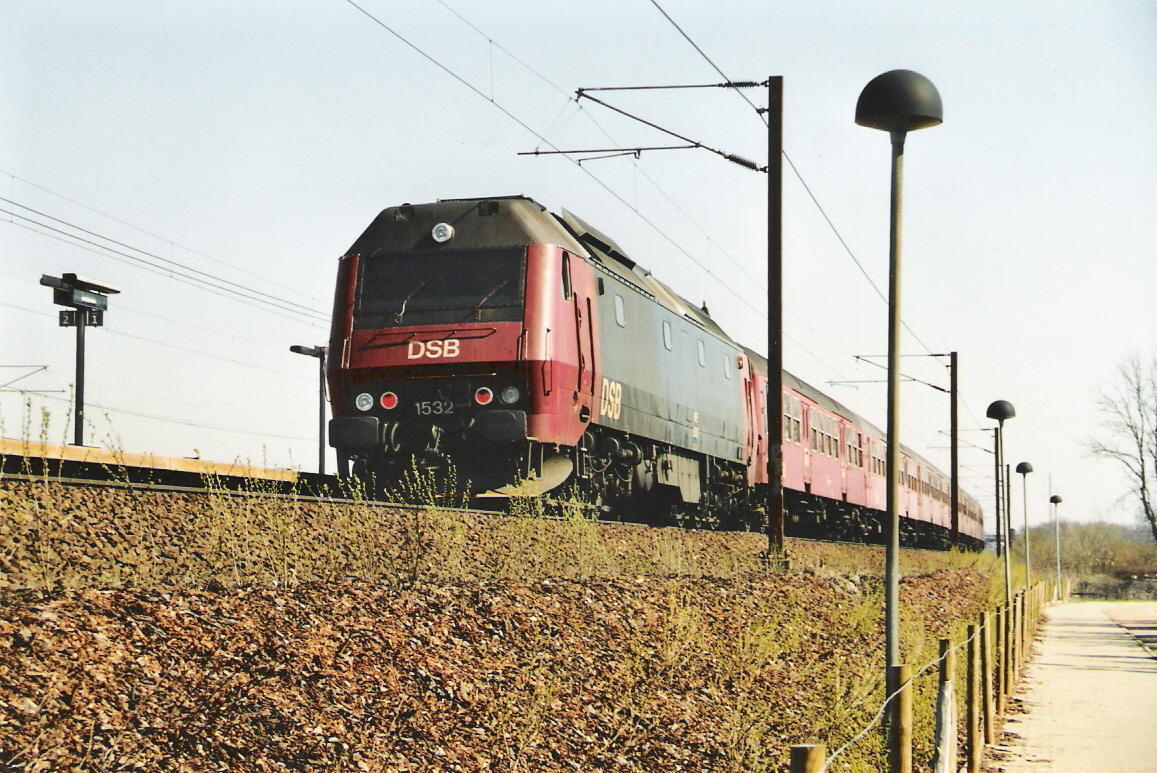
1972年に赤と黒で構成される客車が導入された

戦後、1960年代には他の欧州諸国同様DSBの業績は悪化し、人員削減と電子機器の導入による業務改善が進められた。1972年には125周年を迎え、これまでのマルーンと黄色の車輪の紋章をやめて赤を基調とする新しいデザインを採りいれた。1974年には、オランダ鉄道や英国鉄道に続いて、長距離のインターシティ列車やコペンハーゲン発着の通勤電車に、等間隔で列車を運行する新しい時刻表を導入した。

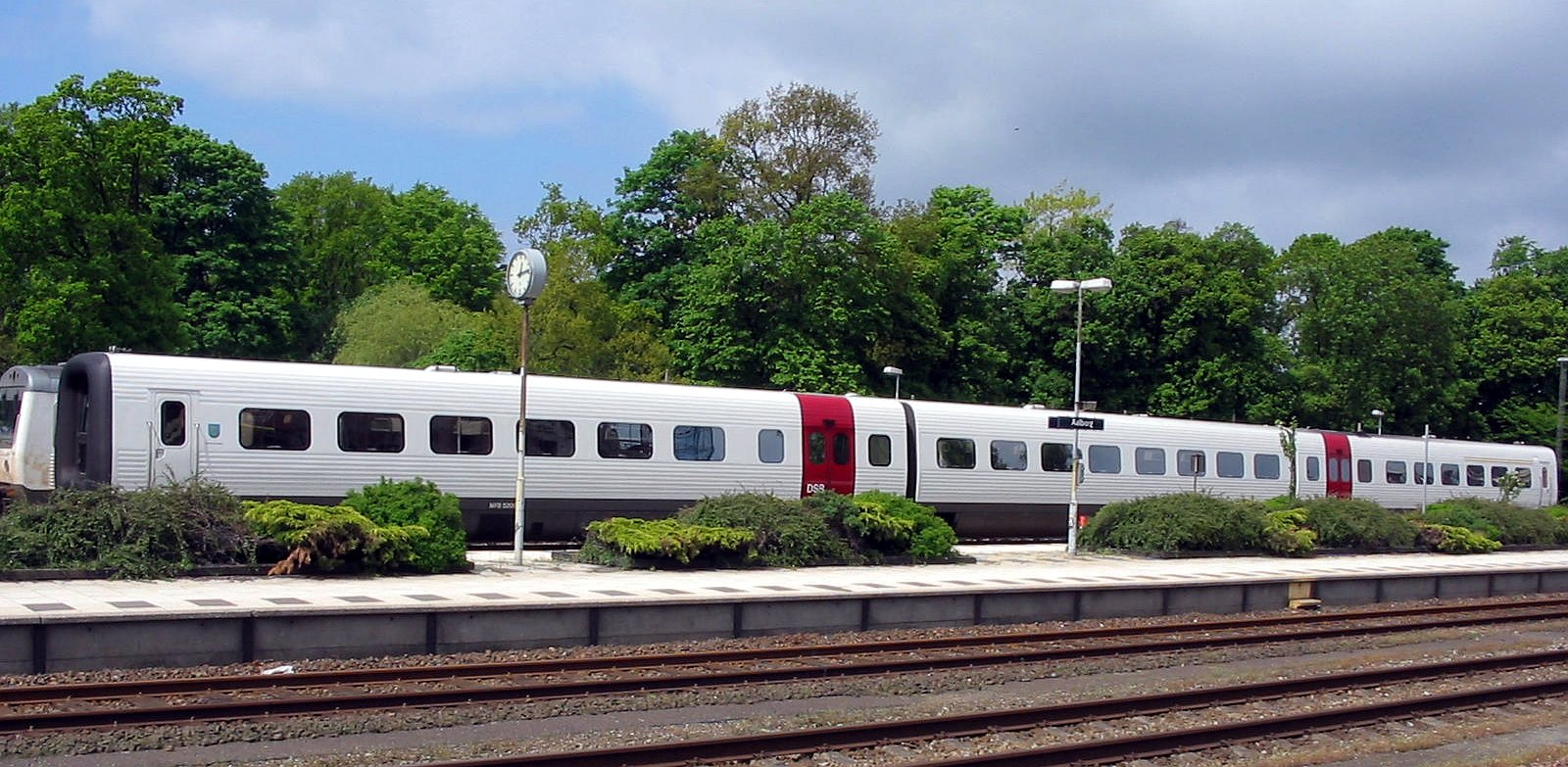
IC3は1990年に導入された

1990年、数年の遅延を経てIC3気動車の運行が開始され、1991年にはインターシティーとして運行された。IC3はABBスカンディア(後にアドトランツに吸収)によって開発された。編成は3両で構成されており、他の編成と連結した際には特徴的なゴム製の貫通幌によって内部を行き来することができる。
1997年にグレートベルト・リンクの鉄道部分が開通し、DSBが運行してきたフェリーを置き換えた。同年、DSBの設備メンテナンス業務がBanestyrelsenとして分離され、1998年にDSBは独立した企業となった。2001年には貨物部門がレイリオンRailion (現在のDB Schenker Rail)と合併し、DSBは旅客輸送のみを行うようになった。

## 企業

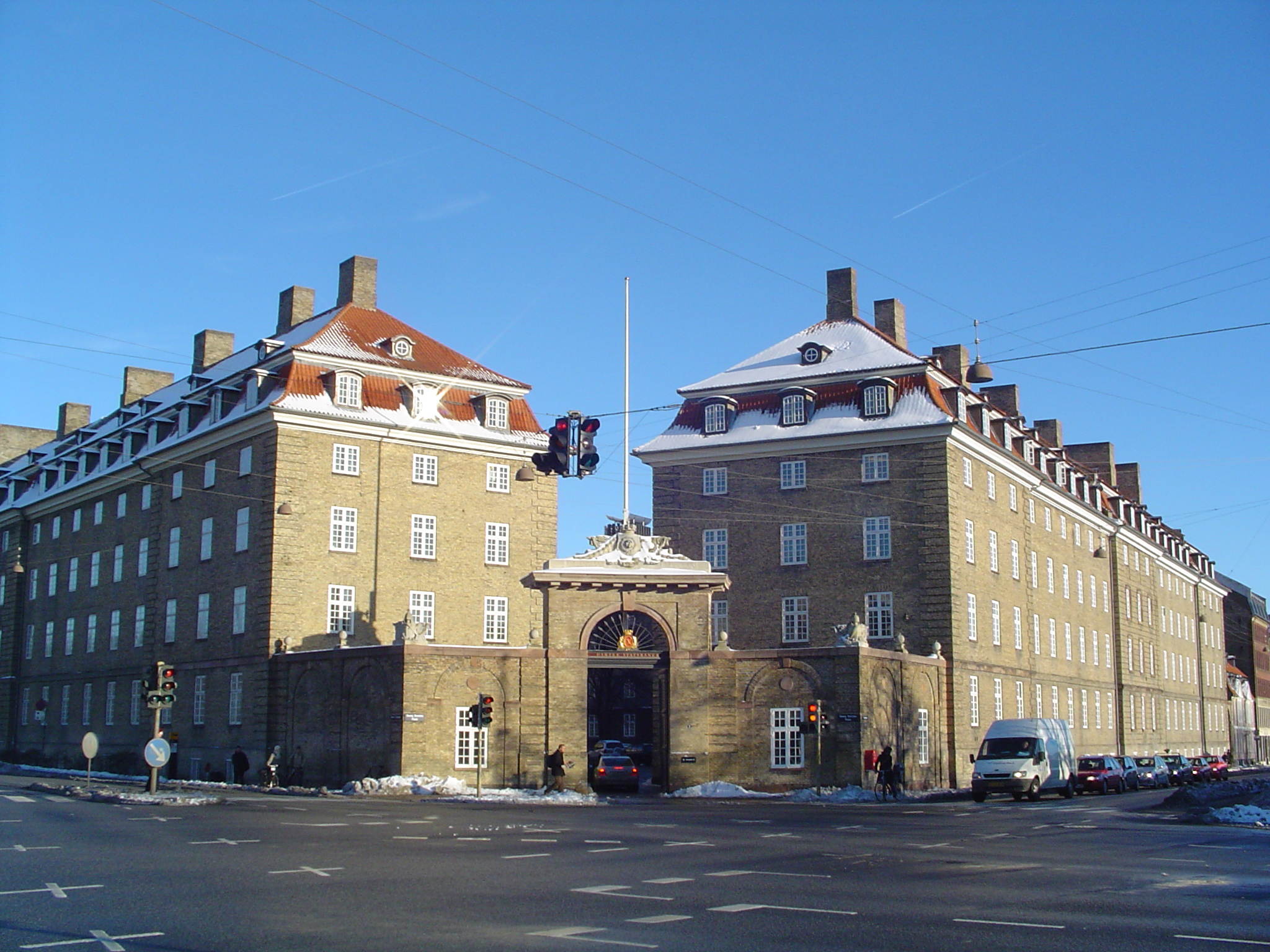
DSBの本社はコペンハーゲンにある

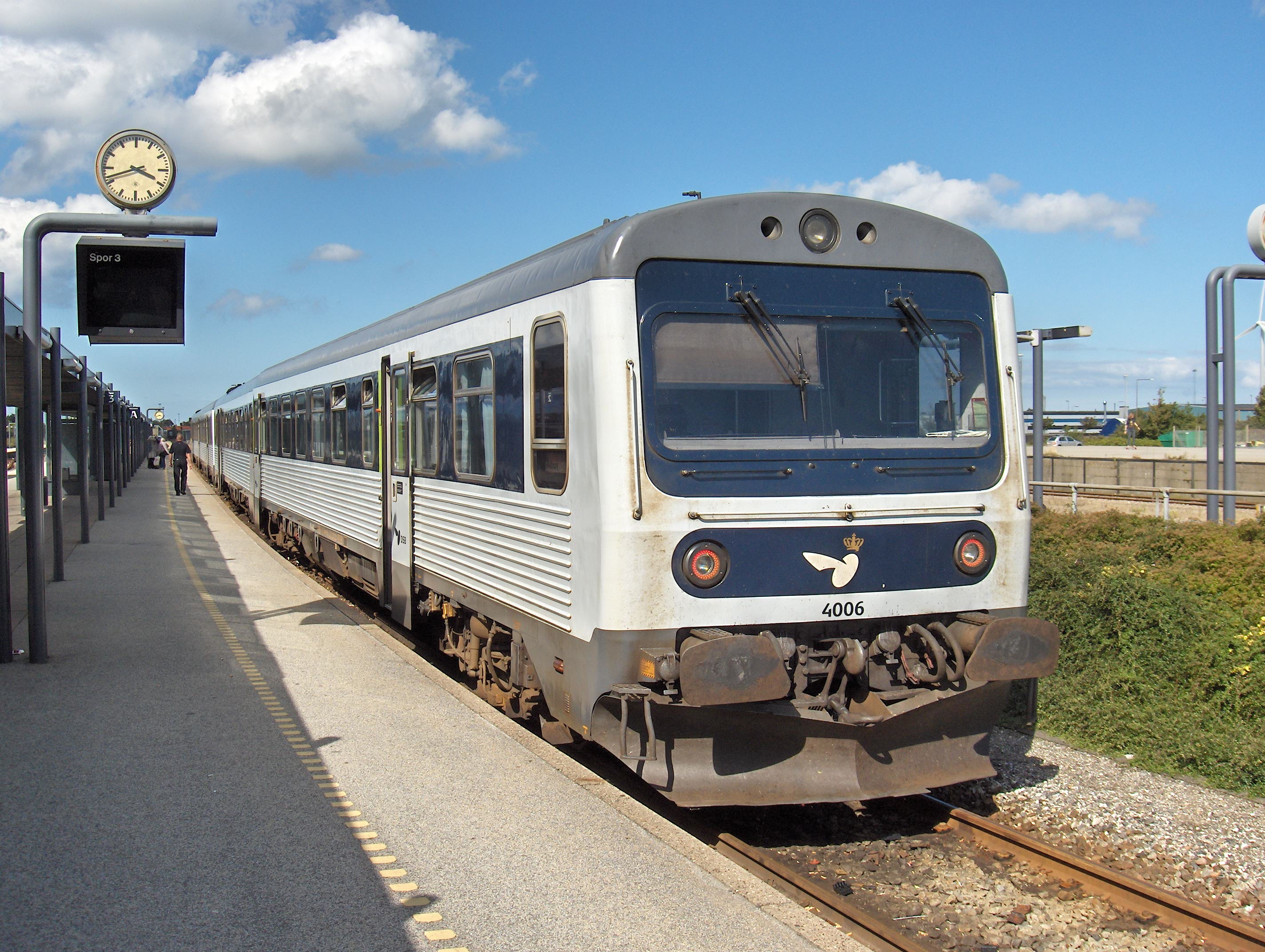
DSB "MR" 型の気動車であるFrederikshavn, August 2007

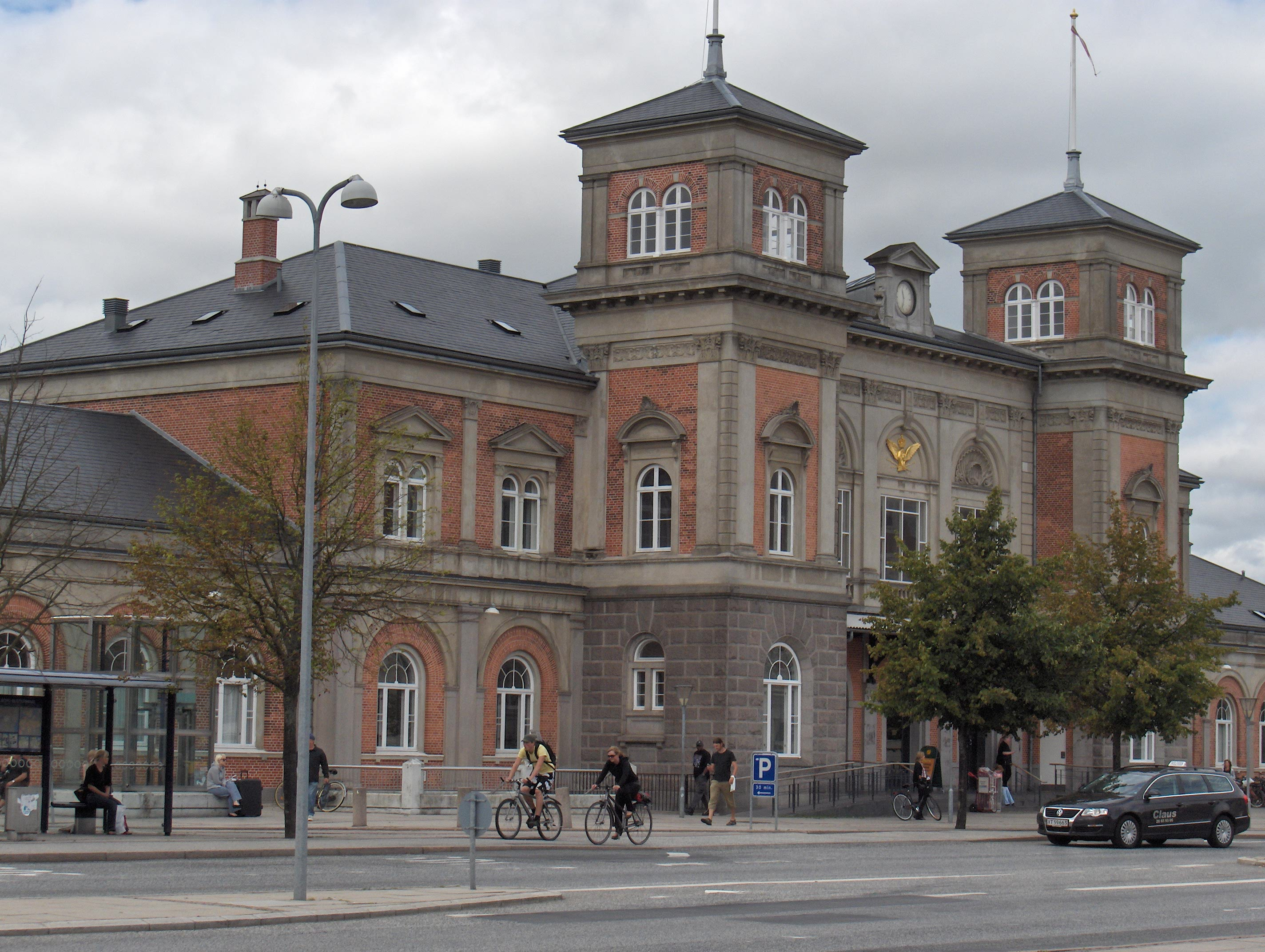
Aalborg駅

DSBは1999年より独立採算で運営されている、国営の企業である。2005年の時点で9000人を雇用している。

### 組織
DSBはいくつかの部門を有している。
- DSB Salg (sales and marketing)
- DSB Produktion (operation and maintenance of trains, except S-Trains)
- DSB S-tog a/s (operation of the S-Train network)
- DSB Detail a/s (management of shops on DSB stations)
- DSB International (train operation abroad)

## 事業内容
DSBは複数の旅客輸送車両を運行している。
- Regional trains (普通列車。東部ではRØ、西部ではRV、Oresund地方ではØR)
- Inter-regional trains (IR)
- InterCity (IC)
- InterCityLyn (L) (高速のインターシティ列車)
- ユーロシティ (EC)
- シティナイトライン
- S-Tog（コペンハーゲン首都圏の通勤電車）
- Øresundståg - Regional train の延長として、コペンハーゲン北部のヘルシンオア (Helsingor) からスウェーデンのヘルシンボリ (Helsingborg) までエーレスンド海峡[4]を渡りU字に囲む路線。主要途中駅としてコペンハーゲン中央駅、コペンハーゲン空港駅、マルメ中央、ルンドなどを結ぶ。